# Борисоглебский уезд (Тамбовская губерния)
Борисоглебский уезд — административная единица в Тамбовской губернии Российской империи и РСФСР, существовавшая в 1779—1928 годах. Уездный город — Борисоглебск.

## География
Уезд был расположен на юге Тамбовской губернии. По площади уезд занимал территорию в 6515,7 вёрст².

## История
Уезд был образован в 1779 году в составе Тамбовского наместничества (с 1796 года — Тамбовской губернии).
В марте 1903 года иеромонаху Казанского мужского монастыря Константину было поручено строительство в уезде Спасо-Преображенского монастыря невдалеке от сел Туголуково и Иваново (ныне — поселок Демьян Бедный) у реки Карачан. Средства и земельный участок для него был предоставлен в завещании купцом Андреем Михайловичем Носовым, поэтому монастырь именовался также Носовским. Строительство двухэтажного братского корпуса с домовой церковью началось 4 апреля 1904 года и было завершено в августе 1908 года. Братский корпус стал первым зданием монастыря. 26 октября 1907 года на его верхнем этаже освящена церковь во имя преподобных Серафима Саровского и Сергия и Германа Валаамских. В 1908 году прошение об основании монастыря было удовлетворено, его игуменом стал иеромонах Константин. При обители была сформирована библиотека из 501 книги. В 1918 году монастырь был закрыт, его здание было передано сначала исправительному учреждению, а затем, в 1950-е гг. — дому культуры. С 1990 года в нем действует Спасо-Преображенский храм.
В 1920—1921 годах в Борисоглебском уезде и других уездах Тамбовской губернии вспыхнуло Тамбовское вооружённое восстание крестьян под руководством А. С. Антонова, жестоко подавленное большевиками.
4 января 1923 года из Борисоглебского уезда в Новохопёрский уезд Воронежской губернии была передана Архангельская волость, а из Новохопёрского уезда Воронежской губернии в Борисоглебский уезд — Горельская, Губаревская, Мазурская, Макашевская, Песковская, Сухо-Еланская, Таширейская, Третьяковская и Тюковская волости, селения Поворино (село и станция), Самодуровка и Солдатские Выселки Рождественской волости, селения Кирсановки (три) и Ржавец Карачанской волости.
30 июля 1928 года Борисоглебский уезд был упразднен, его территория вошла в состав Борисоглебского округа Центрально-Чернозёмной области. Одновременно город Борисоглебск получил статус города окружного подчинения Борисоглебского округа Центрально-Чернозёмной области.

## Население
Население уезда в 1885 году — 258 436 чел.
По переписи 1897 года в уезде было 306 715 жителей (151 841 мужчина и 154 874 женщины). В г. Борисоглебск — 22 309 чел.
По итогам всесоюзной переписи населения 1926 года население уезда составило 468 078 человек, из них городское — 39 788 человек.

## Населённые пункты
В 1893 году в состав уезда входил 381 населённый пункт, наибольшие из них:
- г. Борисоглебск — 27 100 чел.;
- с. Бурнак — 5472 чел.;
- с. Алешки — 5146 чел.;
- с. Большая Грибановка — 9702 чел.;
- с. Станичная Слобода — 5754 чел.;
- с. Богана — 5385 чел.;
- с. Большие Алабухи — 4630 чел.;
- с. Мучкап — 8615 чел.;
- с. Архангельское — 8370 чел.;
- с. Козловка — 10 769 чел.;
- с. Уварово — 8705 чел.;
- с. Малая Грибановка — 4812 чел.;
- с. Ростоши — 5909[7].

## Административное деление
В 1890 году в состав уезда входило 29 волостей:
| № п/п | Волость                   | Волостное правление   | Число селений | Население |
| ----- | ------------------------- | --------------------- | ------------- | --------- |
| 1     | Алешковская               | с. Алешки             | 20            | 12 691    |
| 2     | Андреевская               | д. Надеждинка         | 9             | 6297      |
| 3     | Архангельская             | с. Архангельское      | 4             | 12 675    |
| 4     | Боганская                 | с. Богана             | 1             | 4618      |
| 5     | Больше-Алабуховская       | с. Большие Алабухи    | 2             | 5509      |
| 6     | Больше-Грибановская       | с. Большая Грибановка | 2             | 9600      |
| 7     | Борисоглебско-Пригородная | сл. Приворотная       | 3             | 10 323    |
| 8     | Бурнакская                | с. Бурнак             | 11            | 12 907    |
| 9     | Верхнее-Шибряевская       | с. Верхне-Шибрянское  | 16            | 8267      |
| 10    | Заполатовская             | с. Заполатово         | 12            | 5562      |
| 11    | Козловская                | с. Козловка           | 4             | 13 751    |
| 12    | Костино-Отдельская        | с. Костино-Отделец    | 8             | 13 456    |
| 13    | Красно-Хуторская          | х. Красный            | 9             | 7064      |
| 14    | Мало-Алабухская           | с. Малые Алабухи      | 2             | 6069      |
| 15    | Мало-Грибановская         | с. Малая Грибановка   | 5             | 10 358    |
| 16    | Махровская                | с. Махровка           | 4             | 6458      |
| 17    | Мучкапская                | с. Мучкап             | 4             | 12 828    |
| 18    | Нижнее-Чуевская           | с. Нижнее Чуево       | 7             | 6031      |
| 19    | Никольско-Кабаньевская    | с. Никольско-Кабанья  | 21            | 3880      |
| 20    | Павлодарская              | с. Павлодар           | 10            | 5717      |
| 21    | Пичаевская                | с. Пичаево            | 12            | 13 469    |
| 22    | Подгоринская              | с. Подгорное          | 14            | 11 804    |
| 23    | Ростошинская              | с. Ростоши            | 11            | 10 318    |
| 24    | Русановская               | с. Русаново           | 9             | 12 762    |
| 25    | Сукмановская              | с. Сукмановка         | 21            | 9182      |
| 26    | Туголуковская             | с. Туголуково         | 8             | 6376      |
| 27    | Уваровская                | с. Уварово            | 5             | 15 947    |
| 28    | Чащинская                 | с. Чащино             | 5             | 6521      |
| 29    | Шапкинская                | с. Шапкино            | 4             | 9374      |

В 1913 году в уезде было 30 волостей: образована Кулябовская волость (с. Кулябовка).